# Anioły w Ameryce (miniserial)
Anioły w Ameryce – sześcioodcinkowy miniserial produkcji HBO, wyreżyserowany przez Mike’a Nicholsa (scenariusz napisał Kushner). Telewizyjna adaptacja teatralnej sztuki Tony’ego Kushnera. Zdjęcia kręcono w Nowym Jorku i Tivoli.

## Fabuła
Akcja osadzona jest w realiach Nowego Jorku końca lat osiemdziesiątych i porusza istotną również dzisiaj kwestię sytuacji osób chorych na AIDS. Serial prezentuje losy ludzi, którzy walczą nie tylko ze śmiertelną chorobą, ale i z otaczającą ich rzeczywistością. Poszukują oni odpowiedzi na pytania dotyczące sensu życia, istoty śmierci oraz zbawienia.

## Obsada
- Al Pacino – Roy Marcus Cohn
- Justin Kirk – Prior Walter / rowerzysta w parku
- Emma Thompson – anioł z Ameryki / Emily – lekarka / bezdomna
- Meryl Streep – Hannah Porter Pitt / Ethel Greenglass Rosenberg / anioł z Australii / Rabbi Isidor Chemelwitz
- Ben Shenkman – Louis Ironson / anioł z Oceanii
- Mary-Louise Parker – Harper Pitt
- Patrick Wilson – Joseph Porter „Joe” Pitt
- Jeffrey Wright – Norman 'Belize' Arriaga / pan Lies / anioł z Europy
- Lisa LeGuillou – pielęgniarka
- James Cromwell – Henry
- Melissa Wilder – siostra Louisa
- Simon Callow – przodek Priora Waltera #2
- Michael Gambon – przodek Priora Waltera #1
- Robin Weigert – mormońska matka
- Brian Markinson – Martin Heller
- Kevin 'Flotilla DeBarge' Joseph – śpiewający w kościele
- David Zayas – Super

## Nagrody
Serial był wielokrotnie nominowany do nagród branżowych. Najważniejsze to:
- 5 Złotych Globów 2004 (najlepszy miniserial, najlepszy aktor – Al Pacino, najlepszy aktor drugoplanowy – Jeffrey Wright, najlepsza aktorka – Meryl Streep, najlepsza aktorka drugoplanowa – Mary-Louise Parker) i 2 nominacje do tych nagród (najlepsi aktorzy drugoplanowi – Ben Shenkman i Patrick Wilson).
- 11 Nagród Emmy 2004 (w tym 4 aktorskie i dla reżysera oraz scenarzysty) i 10 nominacji do tych nagród.
- Nominacja dla Thomasa Newmana do Nagrody Grammy dla najlepszej ścieżki dźwiękowej.